# Domnești (Ilfov)
Domneşti è un comune della Romania di 5 910 abitanti, ubicato nel distretto di Ilfov, nella regione storica della Muntenia.
Il comune è formato dall'unione di 2 villaggi: Domnești e Țegheș.